# Elinor Fair

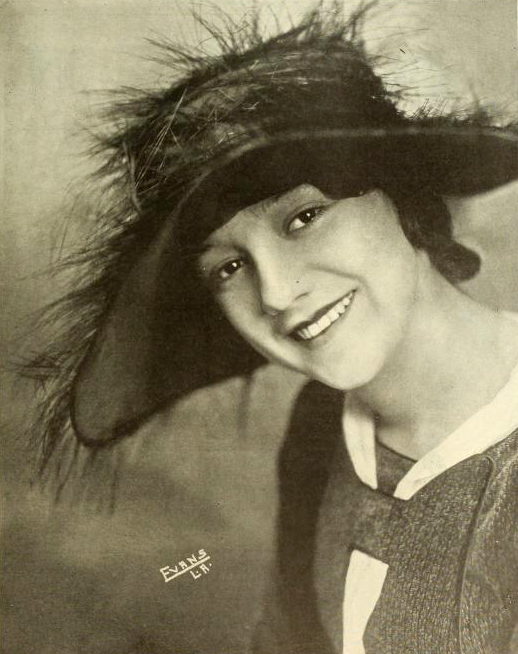
Retrat de l'actriu aparegut al Moving Picture World el maig de 1919

Elinor Fair (Richmond (Virgínia), 21 de desembre de 1903 − Seattle (Washington), 26 d'abril de 1957) va ser una actriu cinematogràfica que realitzà la major part de la seva carrera en l’època del cinema mut.

## Biografia
Elinor Virgina Crowe (més tard prengué el nom l’Elinor Fair) va néixer a Richmond i va ser educada a Nova York i Los Angeles. Mentre era a l'escola, amb dotze anys va participar com actriu infantil en algunes pel·lícules, essent la primera “The End of the Trail” (1916). També va actuar en el mon del vodevil, el teatre i la comèdia musical. El 1919 va ser contractada per la Fox participant en pel·lícules com “Love Is Love” (1919) o “The Miracle Man” (1919). Se la va relacionar amb Lew Cody i el 1924 va ser escollida dins de la llista WAMPAS Baby Stars. Cecil B. DeMille la contractà per protagonitzar "The Volga Boatman" (1926) on conegué el seu primer marit, l’actor William Boyd, amb qui es casà el gener del 1926. Van actuar junts en algunes pel·lícules com “Jim the Conqueror” (1926) i ella durant un temps abandonà la carrera artística per fer de mestressa de casa. S'acabaren divorciant el 1930 i ella tornà als escenaris El 27 de desembre de 1932 es va casar amb l’aviador Thomas W. Daniels però poc després aconseguí l’anul·lació del matrimoni. Poc després es reconciliaren i es casaren de nou per acabar divorciant-se el 1935. L’any anterior participaria en la seva darrera pel·lícula, "Broadway Bill" (1934). El 1944 es va tornar a casar, amb Merle Aubert Martin. Durant els anys 50 Elinor va ser diagnosticada de cirrosi a causa del seu alcoholisme, morint als 53 anys el 26 d’abril de 1957.

## Filmografia com a actriu
- The End of the Trail (1916)
- The Fires of Conscience (1916)
- The Price of Her Soul (1916)
- The Turn of a Card (1918)
- The Reckoning Day] (1918)
- The Road Through the Dark (1918)
- The End of the Game (1919)
- Married in Haste (1919)
- Words and Music by - (1919)
- Be a Little Sport (1919)
- Love Is Love (1919)
- The Miracle Man (1919)
- The Lost Princess (1919)
- Vagabond Luck (1919)
- Tin Pan Alley (1919)
- The Girl in Number 29 (1920)
- Occasionally Yours (1920)
- Kismet (1920)
- Broadway and Home (1920)
- It Can Be Done (1921)
- Through the Back Door (1921)
- Cold Steel (1921)
- The Policeman and the Baby (1921)
- Dangerous Pastime (1921)
- The Ableminded Lady (1922)
- White Hands (1922)
- Big Stakes (1922)
- One Million in Jewels (1923)
- Driven (film 1923)|Driven (1923)
- Has the World Gone Mad! (1923)
- The Mysterious Witness (1923)
- The Eagle's Feather (1923)
- The Law Forbids (1923)
- Gold and the Girl (1925)
- The Wife Who Wasn't Wanted (1925)
- Timber Wolf (1925)
- Flyin' Thru (1925)
- The Volga Boatman (1926)
- Bachelor Brides (1926)
- Trapped (1926)
- That Girl Oklahoma (1926)
- Jim, the Conqueror (1926)
- The Yankee Clipper (1927)
- My Friend from India (1927)
- Let 'Er Go Gallagher (1928)
- Sin Town (1929)
- 45 Calibre Echo (1932)
- The Night Rider (1932)
- Midnight Club (1933)
- Bolero (1934)
- The Scarlet Empress (1934)
- Whom the Gods Destroy (1934)
- Broadway Bill (1934)